# Beechcraft 60 Duke

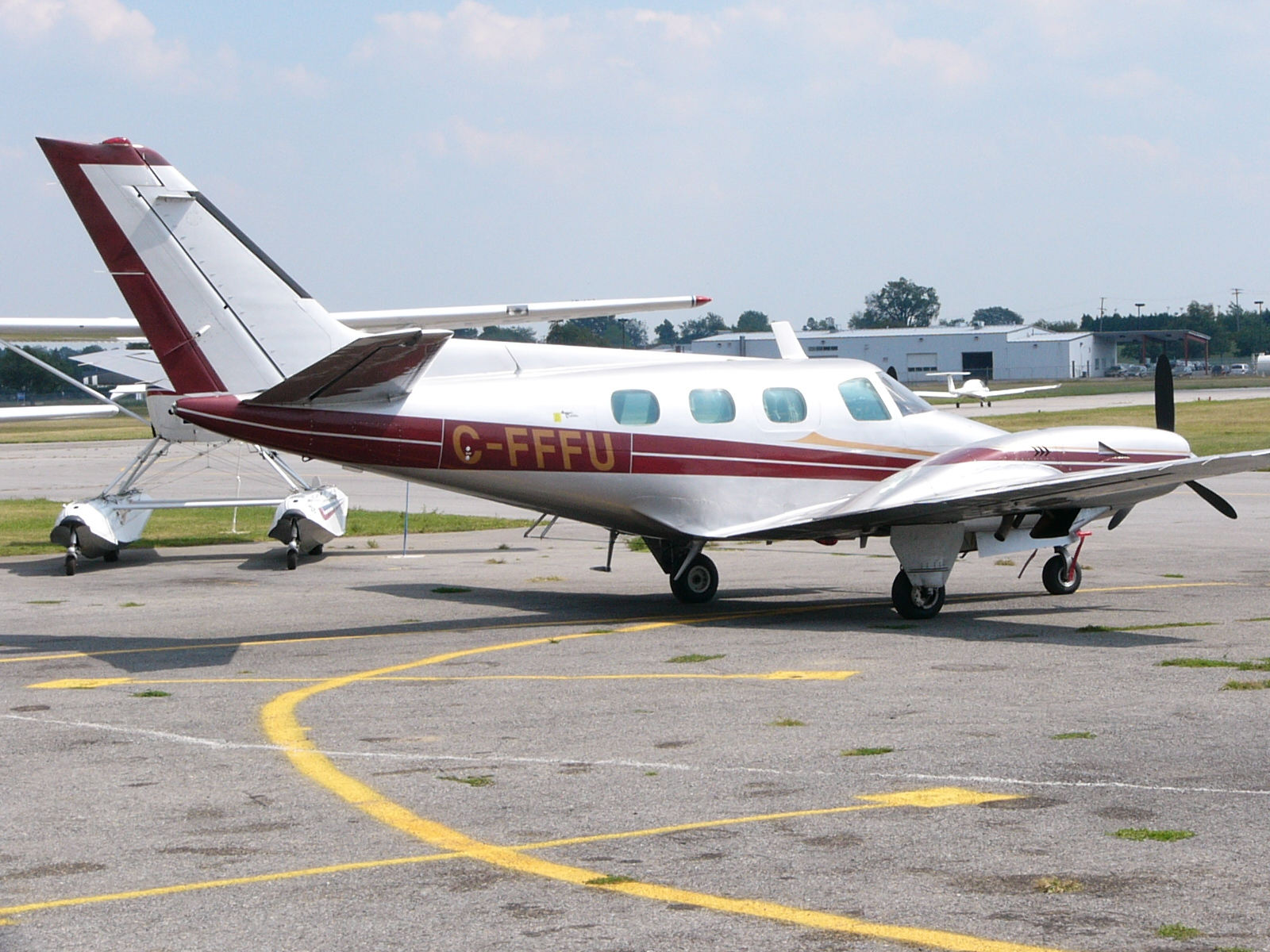
Vista posterior d'un Beechcraft 60 Duke mostrant la seva cua amb forma de fletxa.

El Beechcraft 60 Duke és un avió d'ala fixa amb bimotor nord-americana fabricat per Beechcraft. L'avió té tren d'aterratge retràctil i cabina pressuritzada. Els dos motors de pistó estan sobrealimentats, i els sobrealimentadors també pressuritzen la cabina amb l'aire sagnat.

## Disseny
El desenvolupament del Beechcraft 60 va començar a principis de 1965 i va ser dissenyat per cobrir el buit entre el Beechcraft Baron i el Beechcraft Queen Air. El 29 de desembre de 1965, el prototip va realitzar el seu primer vol. L'1 de febrer de 1968, la FAA va emetre el certificat de tipus. La distribució als clients va començar al juliol de 1968. La cabina de passatgers està equipada amb una acomodació club i l'accés es realitza mitjançant una porta amb una petita escala incorporada en el costat de babord del fuselatge posterior.
El Beechcraft A60, que va arribar al mercat en 1970, va representar un avanç pel que fa al Baron, amb una cabina pressuritzada millorada, utilitzant una avançada construcció de panell d'abella, sobrealimentadors més lleugers i eficients, i elevadors millorats. L'última variant, la B60, va ser introduïda en 1974. La disposició interior va ser renovada i l'eficiència dels motors va ser augmentada de nou amb sobrealimentadors millorats. El Beechcraft 60, malgrat les seves molt bones prestacions, es va vendre moderadament, principalment a causa que la complicada tecnologia necessitava una alta despesa en manteniment. La producció va finalitzar en 1983.
La majoria dels Duke B60 que encara volen han retingut el seu equipament original. Els sistemes electromecànics, que eren molt avançats quan es va introduir l'avió, van ser substituïts en altres avions per les més simples parts mecàniques controlades per circuits integrats. El disseny de l'avió usa motors Lycoming TIO-541-B4 sobrealimentats que desenvolupen 380 hp cadascun. Altres sistemes, parts, i tècnics certificats per la FAA són cada vegada més difícils de localitzar. Normalment, els pilots calculen 170,34 litres per hora, més altres 151,42 litres per cada enlairament i ascens, com a consum de combustible típic per a una planificació de vol domèstica. Els propietaris comparen el Beechcraft B60 amb els cotxes esportius clàssics (observant que ells no volen el Duke per economitzar). Un àrea de manteniment particular implica la construcció original de la secció de cua a força d'aliatge de magnesi, fent aquesta secció de la cèl·lula un comú i car objectiu de la corrosió si no es detecta i tracta ràpidament.

### Modificacions

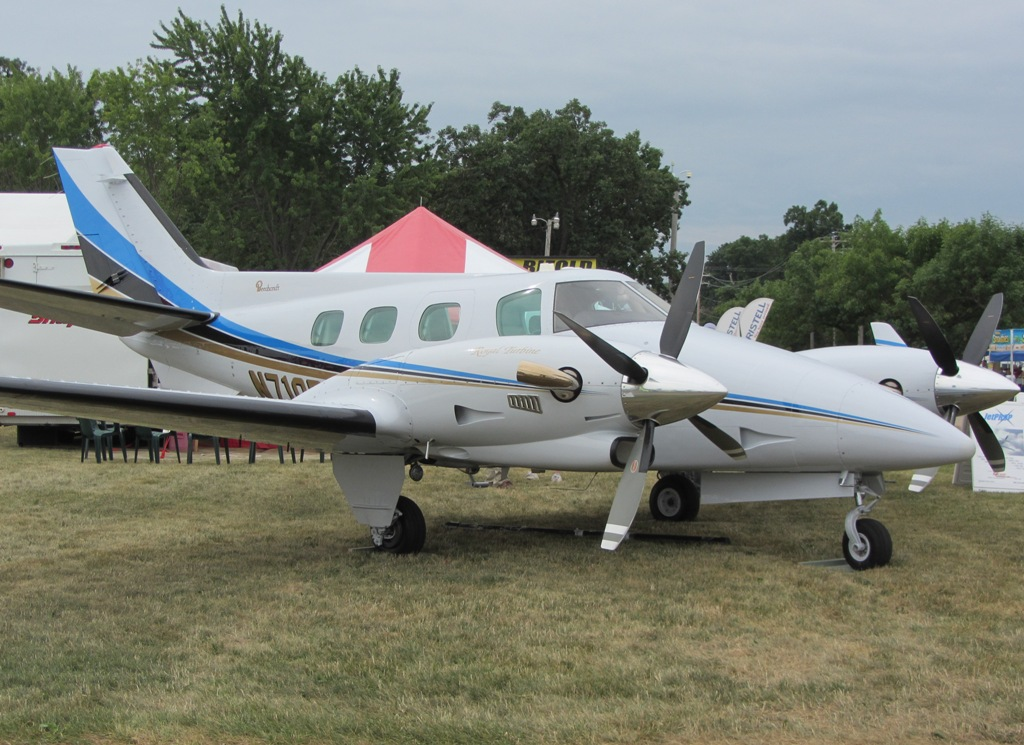
Conversió de Duke de Rocket Engineering.

Alguns Duke han estat modificats per Rocket Engineering de Spokane, Washington, reemplaçant els motors bóxer Lycoming per motors de turbina Pratt & Whitney Canada PT6A-21 o -35. Cridada la conversió Royal Turbine Duke, la modificació incrementa la capacitat de combustible en 105,99litres i la càrrega útil màxima en 181,44kg. La longitud d'enlairament requerida es redueix de més de 457,2m a només 304,8m i la distància d'aterratge es redueix de més de 609,6m a només 274,32m. El màxim règim d'ascens s'incrementa de 487,68m/min a 1219,2 m/min, reduint el temps d'ascens a 7620m de 25 minuts a 9. La velocitat de creuer s'incrementa a 537,08 km/h a 8839,2m. Les modificacions tenen alguns desavantatges, ja que s'incrementa el consum de combustible de 211,98l/h a 249,84l/h, i redueix el sostre certificat de 9144 m a 8534,4 m.
El certificat de tipus suplementari va ser emès el 12 de maig de 2006.

### Operació

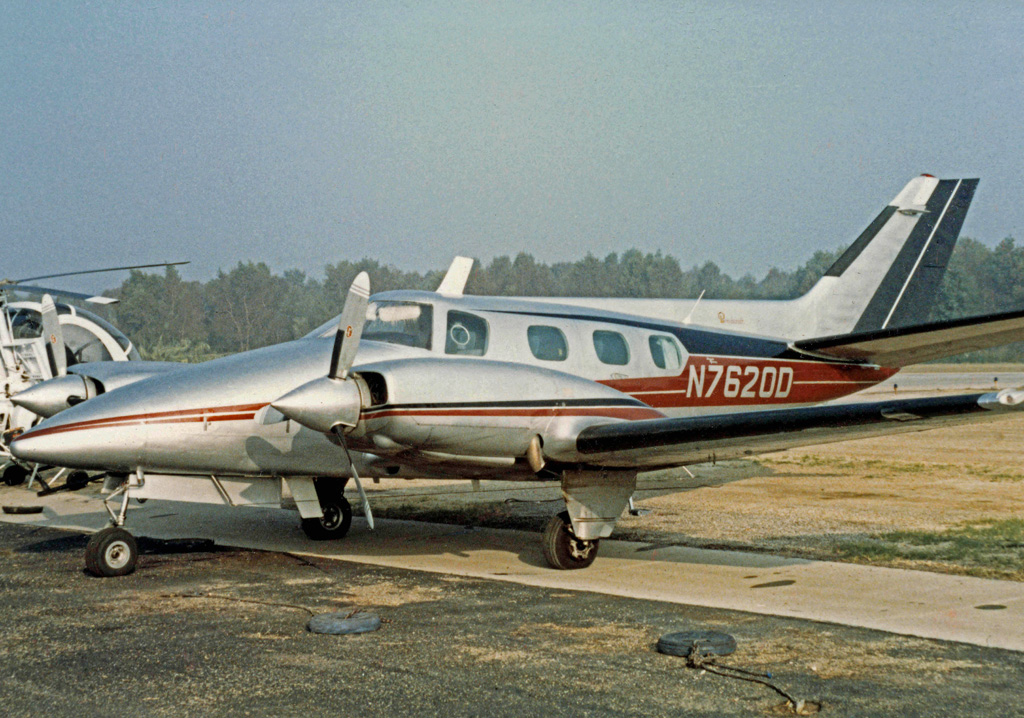
Beech A60 Duke en 1986.

El Duke va ser comprat per pilots privats i corporatius. La majoria va ser registrada als Estats Units, però es van exportar exemplars a molts països, incloent Argentina, Austràlia, Brasil, Canadà, Croàcia, Finlàndia, França, Alemanya, Hondures, Islàndia, Sèrbia, Eslovènia, Suècia, Suïssa, Sud-àfrica i el Regne Unit. Un Duke va ser volat per la Força de Defensa de Jamaica. Molts romanien en servei a principis del Segle XXI.
Examinant l'avió en 2008, Rick Durden de AVweb va declarar: "Construït amb els estàndards de qualitat del King Air, el Duke de sis places lluïa motors Lycoming TIO-541 de 380hp (bestioles rares ells mateixos), la qual cosa significa que quan tots dos necessiten revisió, l'elecció és la revisió o comprar una petita casa en el Mitjà Oest. Les assertives línies del fuselatge li fan un avió sorprenentment atractiu, però condueixen a alts costos de fabricació i, amb la sorpresa per a un observador casual, a una horrible resistència. Hi ha qui diu que el Duke va ser dissenyat a propòsit per ser al voltant de 55,56 km/h més lent del que fàcilment hagués estat amb la potència disponible, simplement perquè hauria estat més ràpid que el banderer de la línia Beech, el King Air. Els amb prou feines 425,96 km/h de velocitat màxima de creuer són marginalment menys que els de un King Air 90 i al voltant dels mateixos d'un Cessna 421, que porta més amb una mica menys de potència. Mentre que el Duke comparteix el deliciós maneig de la línia Beech, els pilots tenen l'alegria de les operacions amb un sol motor, però es troben amb la major força de timó de qualsevol bimotor de pistons (150 lliures en Vmc), que resulta ser el màxim que permet la FAA. Els propietaris informen que compren un Duke parcialment per la seva aparença, però que ho venen a causa del cost de mantenir-ho operatiu. Descriuen costos de manteniment de King Air en un fuselatge bimotor de pistons, i reconeixen que el valor de l'avió és totalment depenent dels motors. Un aterratge rodes a dalt significa l'abandonament dels motors i la substitució de les hèlixs, a més d'algun treball metàl·lic. El cost és tan alt en relació amb el valor de la cèl·lula que, en molts casos, la companyia d'assegurances considerarà l'avió com una pèrdua total".

## Variants
Model 60
Versió inicial amb motors Lycoming TIO-541-I1A4, 122 construïts.
Model A60
Versió millorada, 121 construïts.
Model B60
Última versió, 350 construïts.

## Operadors

### Operadors militars
Angola
 Jamaica
- Força de Defensa de Jamaica.[14]

## Accidents
- 18 d'octubre de 2015: en la localitat de Engativá a Bogotà, Colòmbia, una avioneta d'aquest tipus es va estavellar de front en una fleca després de caure en picat a causa d'una fallada mecànica i humà; 5 persones van morir immediatament i altres 5 que van quedar greument ferides, morint més tard.

## Especificacions (B60)
Característiques generals
- Tripulació: 1
- Capacitat: 5 passatgers
- Longitud: 10,3 m (33,8 ft)
- Envergadura: 12 m (39,3 ft)
- Alçada: 3,8 m (12,3 ft)
- Superfície de l'ala: 19,8 m² (212,9 ft²)
- Pes buit: 1939 kg (4273,6 lb)
- Pes màxim a la sortida: 3073 kg (6772,9 lb)
- Planta motriu: 2× motor bóxer Lycoming TIO-541-E1C4.
  - Potència: 283 kW (390 HP; 385 CV) cadascun.

### Rendiment
- Velocitat mai excedida (Vne): 434,5 km/h (270 MPH; 235 kt)
- Velocitat màxima operativa (Vno): 460 km/h (286 MPH; 248 kt) a 7010 msn
- Velocitat creuer (Vc): 330 km/h (205 MPH; 178 kt) a 45% de potència i 6100 msn
- Velocitat d'entrada en perdua (Vs): 135 km/h (84 MPH; 73 kt)
- Abast: 2274 km (1228 nmi; 1413 mi)
- Sostre de vol: 9145 m (30 003 ft)
- Règim d'ascens: 8,1 m/s (1594 ft/min)

Plantilla:Sección VT

### Desarrollaments relacionats
- vora|20x20px|Bandera de Estados Unidos Beechcraft Baron
- vora|20x20px|Bandera de Estados Unidos Beechcraft Queen Air
- vora|20x20px|Bandera de Estados Unidos Beechcraft T-34 Mentor
- vora|20x20px|Bandera de Estados Unidos Beechcraft Twin Bonanza

### Seqüencies de designació
- Seqüència Numèrica (interna de Beechcraft): ← 55 - 56 - 58 - 60 - 65 - 70 - 73 →